# Direcció general de Fons Europeus
La Direcció general de Fons Europeus és un òrgan de gestió del Ministeri d'Hisenda d'Espanya depenent de la Secretaria d'Estat de Pressupostos i Despeses encarregada del control, seguiment i avaluació dels fons provinents de la Unió Europea així com dels fons que Espanya n'aporta i els fons entre les comunitats autònomes.
El Director General de Fons Europeus és, des del 20 de gener de 2017, Jorge García Reig.

## Funcions
Les seves funcions es regulen en l'Article 11 del Reial decret 769/2017, de 28 de juliol, i les seves funcions són:
- La definició de la posició espanyola en les negociacions per a l'aprovació i revisió dels successius Marcs Financers Plurianuals de la Unió Europea.
- L'anàlisi, seguiment i avaluació dels fluxos financers amb la Unió Europea, inclosa l'elaboració i xifrat dels programes pressupostaris afectats, l'elaboració de les propostes de pagament a la Unió Europea dels recursos propis del pressupost de la Unió així com d'altres conceptes que legalment pugui exigir la Unió Europea, l'enllaç amb la Unió Europea per a afers pressupostaris i la participació en els comitès i grups de treball vinculats al pressupost europeu.
- La determinació anual de la base de recursos propis procedents de l'Impost sobre el Valor Afegit (IVA), a l'efecte de l'aportació espanyola als recursos propis de la Unió Europea.
- La proposta de pagaments, procedents de la Unió Europea, en els casos que li siguin designats.
- La gestió i el seguiment de l'aportació espanyola al Fons Europeu de Desenvolupament, així com la participació en els comitès i grups de treball del mateix.
- La distribució del Fons de Compensació Interterritorial entre les Comunitats Autònomes i ciutats amb Estatut d'Autonomia; la programació d'aquest Fons i el seu seguiment; la realització d'informes i propostes legislatives relacionades amb aquest Fons, així com les funcions previstes per al Comitè d'Inversions Públiques en la Llei Reguladora del Fons.
- La negociació, elaboració, avaluació i revisió, en coordinació amb les diferents Administracions, fons i altres instrument de la Unió Europea, dels Acords, Estratègies o Marcs, que serveixen per a la preparació dels programes operatius cofinançats amb els Fons Estructurals i d'Inversió Europeus; així com la negociació, elaboració, avaluació i revisió dels programes operatius cofinançats amb el Fons de Desenvolupament Regional Europeu (FEDER) i altres fons que se li assignin.
- Garantir la realització de les activitats d'avaluació previstes en els Reglaments relacionades amb els diferents fons gestionats, en coordinació amb les Administracions territorials; fomentar el compliment dels principis horitzontals d'igualtat de gènere, igualtat d'oportunitats i no discriminació, accessibilitat i desenvolupament sostenible, així com vetllar pel compliment del principi d'addicionalitat.
- La realització d'anàlisi i estudis econòmics en l'àmbit dels Fons europeus.
- Les que, segons els diferents Reglaments europeus, corresponguin a l'Estat Membre espanyol referent al FEDER, inclòs l'objectiu de Cooperació Territorial Europea, el Fons de Cohesió i altres fons que se li assignin.
- Les que, segons els diferents Reglaments europeus, corresponguin a l'Autoritat de Gestió o autoritat assimilable dels programes operatius finançats pel FEDER, inclòs l'objectiu de Cooperació Territorial Europea, el Fons de Cohesió i altres fons que se li assignin com el Fons de Solidaritat Europeu, o l'Instrument Financer del Espai Econòmic Europeu, principalment.
- La selecció de les operacions per al finançament amb fons europeus i la implantació de sistemes tendents a garantir la conformitat amb les normes europees i nacionals, de les despeses presentades a la Comissió Europea per al seu cofinançament.
- El desenvolupament legislatiu i la normativa relacionada amb la gestió i control de les ajudes del FEDER, el Fons de Cohesió i altres fons que se li assignin, així com l'elaboració de les normes de subvencionabilitat de les despeses.
- La designació d'organismes intermedis dels programes operatius i la definició dels termes dels acords relatius als organismes intermedis gestors dels fons de la seva competència.
- La negociació amb la Comissió Europea i altres institucions dels assumptes relacionats amb la regulació dels Fons Estructurals i de Inversió Europeus, el Fons de Cohesió i altres fons que se li assignin.

Fons Europeus de Desenvolupament Regional per al període 2014-2020.

- La cooperació i coordinació amb les Administracions territorials, quant a la gestió i seguiment de les actuacions realitzades amb el FEDER, inclòs l'objectiu de Cooperació Territorial Europea, el Fons de Cohesió i altres fons que se li assignin.
- La representació en els comitès i grups de treball de coordinació de fons europeus i d'altres comitès o òrgans col·legiats on sigui competent i la coordinació i impuls de les Xarxes Temàtiques relacionades amb el FEDER i altres fons que se li assignin.
- Totes les actuacions necessàries per a la finalització i tancament dels programes operatius del FEDER, inclòs l'objectiu de Cooperació Territorial Europea, el Fons de Cohesió i altres fons que se li assignin.
- La realització de les verificacions i la proposta de les mesures correctores precises per assegurar el funcionament correcte del sistema de gestió i control de cada programa operatiu del FEDER, del Fons de Cohesió i altres fons que se li assignin. La coordinació general del sistema de control i la formulació de les directrius que contribueixin al seu manteniment.
- Les relacionades amb la certificació i els pagaments, referent al FEDER, Fons de Cohesió, Fons de Solidaritat, Instrument Financer de l'Espai Econòmic Europeu i qualsevol altre Fons o Instrument que se li assigni, les que segons els diferents Reglaments europeus i per als diferents períodes de Programació corresponguin a l'Autoritat de Certificació dels programes operatius cofinançats per aquests fons; inclourà principalment, l'elaboració i remissió de les declaracions de despeses, sol·licituds de pagaments, estats i comptes de despeses i la tramitació de les propostes de pagament als beneficiaris de les actuacions cofinançades pels esmentats fons. Igualment inclourà aquells abonaments de fons a destinataris espanyols als programes operatius de Cooperació Territorial Europea en els quals Espanya no sigui l'Autoritat de Certificació.
- L'execució estatal de la política d'incentius regionals, actuant com a òrgan de suport al Consell Rector d'Incentius Regionals, així com la preparació dels avantprojectes de disposicions que regulin la política d'incentius regionals i totes les altres funcions que es deriven de la Llei 50/1985, de 27 de desembre, d'incentius regionals per la correcció de desequilibris econòmics interterritorials, i del Reial Decret 899/2007, de 6 de juliol, que la desenvolupa i que no estiguin assignades a òrgans superiors de l'Administració General de l'Estat o als òrgans competents de les comunitats autònomes, sense perjudici de les competències que, en matèria d'assignació de recursos econòmics, corresponen a la Direcció general de Pressupostos.
- L'exercici de les actuacions d'inspecció i comprovació que corresponen a l'Administració General de l'Estat en relació amb els incentius econòmics regionals, així com la tramitació dels expedients d'incompliment i sancionadors i la proposta d'adopció de les resolucions que els posin fi, sense perjudici de les quals corresponguin a la Intervenció General de l'Administració de l'Estat en matèria de control de recursos públics.
- L'anàlisi i avaluació de l'impacte territorial dels incentius econòmics regionals.
- La coordinació i gestió de les convocatòries d'Estratègies de Desenvolupament Urbà Sostenible i Integrat cofinançades pel FEDER.

## Estructura
De la Direcció general depenen els següents òrgans directius:
- Subdirecció General de Relacions Pressupostàries amb la Unió Europea.
- Subdirecció General de Programació i Avaluació.
- Subdirecció General de Desenvolupament Urbà.
- Subdirecció General de Gestió del Fons Europeu de Desenvolupament Regional.
- Subdirecció General de Cooperació Territorial Europea.
- Subdirecció General d'Incentius Regionals.
- Subdirecció General d'Inspecció i Control.
- Subdirecció General de Certificació i Pagaments.

A més, el Director General de Fons Europeus és el vicepresident primer del Consell Rector d'Incentius Regionals.

## Directors generals de Fons Comunitaris i Europeus
- Jorge García Reig (2017)
- José María Piñero Campos (2012-2017)
- Mercedes Caballero Fernández (2009-2012)
- José Antonio Zamora Rodríguez (2004-2009)